# 악작
악작(惡作,
산스크리트어: kaukṛitya,
kaukritya,
팔리어: kukkucca,
영어: regret,
worry) 또는 회(悔)는 다음의 분류, 그룹 또는 체계의 한 요소이다.
- 고타마 붓다가 설한 5개(五蓋) 중의 도회개(掉悔蓋)에 해당한다.[1][2][3][4][5]
- 부파불교의 설일체유부의 5위 75법에서 심소법(心所法: 46가지) 중 부정지법(不定地法: 8가지) 가운데 하나이다.[6][7][8]
- 대승불교의 유식유가행파와 법상종의 5위 100법에서 심소법(心所法: 51가지)의 부정심소(不定心所: 4가지) 가운데 하나이다.[9][10][11][12][13]

악작(惡作)은 후회(後悔)를 뜻하며, 후회를 전통적인 불교용어로는 추회(追悔)라고 한다. 간단히, 회(悔)라고도 한다. 또한, 이전의 잘못된 행위를 후회한다는 뜻의 악작(惡作: 즉, 잘못된 행위 → 후회)은 이전의 잘못된 행위를 염오(厭惡) 또는 혐오(嫌惡)한다는 뜻으로 해석해야 한다는 견해가 있는데, 이 입장에서는 오작(惡作: 지은 것을 미워함, 잘못된 행위를 미워함)이라고도 한다.
이 낱말들의 일반 사전적인 의미는 다음과 같다.
- 후회(後悔): 이전의 잘못을 깨치고 뉘우침, 일이 지난 뒤에 잘못을 깨치고 뉘우침[21][22]
- 추회(追悔): 후회함, 지난 일을 뉘우침[23][24]
- 회(悔): 뉘우침, 후회[25]

## 정의

### 부파불교
부파불교의 설일체유부의 교학에 따르면, 악작(惡作) 또는 회(悔)는 행한 일[作事]에 대해 후회[後悔, 追悔]하게 하는 마음작용이다. 또한, 설일체유부의 교학에 따르면, 행하지 않은 일[未作事, 不作事]에 대해 후회하게 하는 것도 악작(惡作) 또는 회(悔)의 마음작용에 포함된다.
《아비달마대비바사론》 제37권에서는 악작으로 다음의 4가지를 들고 있다.
1. 이미 지은 악행을 후회하는 것
2. 이미 지은 선행을 후회하는 것
3. 이미 지은 악행을 철저히 하지 못한 것을 후회하는 것
4. 이미 지은 선행을 철저히 하지 못한 것을 후회하는 것

《아비달마구사론》 제4권에서는 《아비달마대비바사론》의 4가지에 다음 2가지를 더하여 총 6가지를 들고 있다.
1. 선행을 하지 않은 것을 후회하는 것
2. 악행을 하지 않은 것을 후회하는 것

### 대승불교
대승불교의 유식유가행파와 법상종의 주요 논서인 《성유식론》에 따르면, 오작(惡作) 또는 회(悔)는 마음(8식, 즉 심왕, 즉 심법)으로 하여금  행한 일[所作業]을 미워[惡]하게 하고 후회[追悔]하게 하는 것을 본질적 성질[性]로 하는 마음작용이다.
그리고 오작(惡作) 또는 회(悔)의 마음작용은 이러한 본질적 성질을 바탕으로 마음으로 하여금 사마타[止,  śamatha, 奢摩他, 삼마지]에 들지 못하도록 장애하는 것을 본질적 작용[業]으로 한다. 또한, 《성유식론》에 따르면, 행하지 않은 일[所不作業]에 대해 후회하게 하는 것도 오작(惡作) 또는 회(悔)의 마음작용에 포함된다.

## 같이 보기
- 마음작용

## 참고 문헌
- 곽철환 (2003). 《시공 불교사전》. 시공사 / 네이버 지식백과. |title=에 외부 링크가 있음 (도움말)
- 구나발타라(求那跋陀羅) 한역 (K.650, T.99). 《잡아함경(雜阿含經)》. 한글대장경 검색시스템 - 전자불전연구소 / 동국역경원. K.650(18-707), T.99(2-1). |title=에 외부 링크가 있음 (도움말)
- 권오민 (2003). 《아비달마불교》. 민족사.
- 세친 지음, 현장 한역, 권오민 번역 (K.955, T.1558). 《아비달마구사론》. 한글대장경 검색시스템 - 전자불전연구소 / 동국역경원. K.955(27-453), T.1558(29-1). |title=에 외부 링크가 있음 (도움말)
- 운허.  동국역경원 편집, 편집. 《불교 사전》. |title=에 외부 링크가 있음 (도움말)
- 호법 등 지음, 현장 한역, 김묘주 번역 (K.614, T.1585). 《성유식론》. 한글대장경 검색시스템 - 전자불전연구소 / 동국역경원. K.614(17-510), T.1585(31-1). |title=에 외부 링크가 있음 (도움말)
- 황욱 (1999). 《무착[Asaṅga]의 유식학설 연구》. 동국대학원 불교학과 박사학위논문.
- (중국어) 구나발타라(求那跋陀羅) 한역 (T.99). 《잡아함경(雜阿含經)》. 대정신수대장경. T2, No. 99, CBETA. |title=에 외부 링크가 있음 (도움말)
- (중국어) 星雲. 《佛光大辭典(불광대사전)》 3판. |title=에 외부 링크가 있음 (도움말)
- (중국어) 무착 조, 현장 한역 (T.1602). 《현양성교론(顯揚聖教論)》. 대정신수대장경. T31, No. 1602, CBETA. |title=에 외부 링크가 있음 (도움말)
- (중국어) 무착 조, 현장 한역 (T.1605). 《대승아비달마집론(大乘阿毘達磨集論)》. 대정신수대장경. T31, No. 1605, CBETA. |title=에 외부 링크가 있음 (도움말)
- (중국어) 세친 조, 현장 한역 (T.1558). 《아비달마구사론(阿毘達磨俱舍論)》. 대정신수대장경. T29, No. 1558, CBETA. |title=에 외부 링크가 있음 (도움말)
- (중국어) 세친 조, 현장 한역 (T.1612). 《대승오온론(大乘五蘊論)》. 대정신수대장경. T31, No. 1612, CBETA. |title=에 외부 링크가 있음 (도움말)
- (중국어) 세친 조, 현장 한역 (T.1614). 《대승백법명문론(大乘百法明門論)》. 대정신수대장경. T31, No. 1614, CBETA. |title=에 외부 링크가 있음 (도움말)
- (중국어) 안혜 조, 현장 한역 (T.1606). 《대승아비달마잡집론(大乘阿毘達磨雜集論)》. 대정신수대장경. T31, No. 1606, CBETA. |title=에 외부 링크가 있음 (도움말)
- (중국어) 호법 등 지음, 현장 한역 (T.1585). 《성유식론(成唯識論)》. 대정신수대장경. T31, No. 1585, CBETA. |title=에 외부 링크가 있음 (도움말)